# Pandémie de Covid-19 en Gambie
La pandémie de Covid-19 en Gambie démarre officiellement le 17 mars 2020. À la date du 2 octobre 2022, le bilan est de 372 morts.

## Contexte
Le 6e plus petits pays d'Afrique est aussi l'un des plus vulnérables économiquement. Avec la pandémie de coronavirus, le pays a été touché par la chute du tourisme.

## Chronologie
La chronologie est basée sur les chiffres de l'université Johns-Hopkins.
Le 23 mars 2020, la Gambie annonce la première victime de la Covid-19.
Le 19 avril 2020, le cap des 10 cas est atteint.
Le 20 juillet 2020, le cap des 100 cas est dépassé. Le nombre total de personnes atteintes de la Covid-19 est de 112.
Le 4 août 2020, le cap des 10 morts est dépassé. Le nombre total de décès de la Covid-19 est de 14.
Le 7 août 2020, le cap des 1 000 cas est dépassé. Le nombre total de personnes atteintes de la Covid-19 est de 1 090.
Le 10 septembre 2020, le cap des 100 morts est atteint.
Le 12 décembre 2021, le cap des 10 000 cas est dépassé. Le nombre total de personnes atteintes de la Covid-19 est de 10 034.

## Statistiques

Nombre de cas en Gambie depuis le début de l'épidémie.

Nombre de morts en Gambie depuis le début de l'épidémie.